# Frère Walfrid
Frère Walfrid, né le 18 mai 1840 à Ballymote en Irlande et mort le 17 avril 1915 en Écosse, est le nom religieux de Andrew Kerins, un frère mariste irlandais et fondateur du Celtic Football Club.

## Biographie
Walfrid naît à Ballymote, un village du Comté de Sligo dans le nord-ouest de l’île d’Irlande de John Kerins et Elizabeth Flynn. Il étudie pour devenir enseignant et intègre en 1864 l’ordre enseignant des Frères maristes.
Il déménage vers l’Écosse dans les années 1870. Il enseigne successivement à l’école St. Marys et Sacred Heart où il est nommé directeur en 1874. Il aide aussi à la création du St. Joseph’s College à Dumfries.
En 1888, frère Walfrid fonde le Celtic Football Club. Il y voit un moyen de lever des fonds en faveur des défavorisés de l’est de l’agglomération glaswégienne.
En 1883, il est envoyé par son ordre religieux dans l’East End de Londres. Il y continue son travail commencé à Glasgow, organisant des matchs de football et montrant une grande bienveillance envers les enfants aux pieds nus des districts londoniens de Bethnal Green et de Bow. L’organisation de charité mise en place par Walfrid est alors nommée The Poor Children’s Dinner Table (la table des enfants pauvres).
Frère Walfrid meurt le 17 avril 1915. Il est enterré au Mount St. Michael Cemetery de Dumfries.

## Commémoration

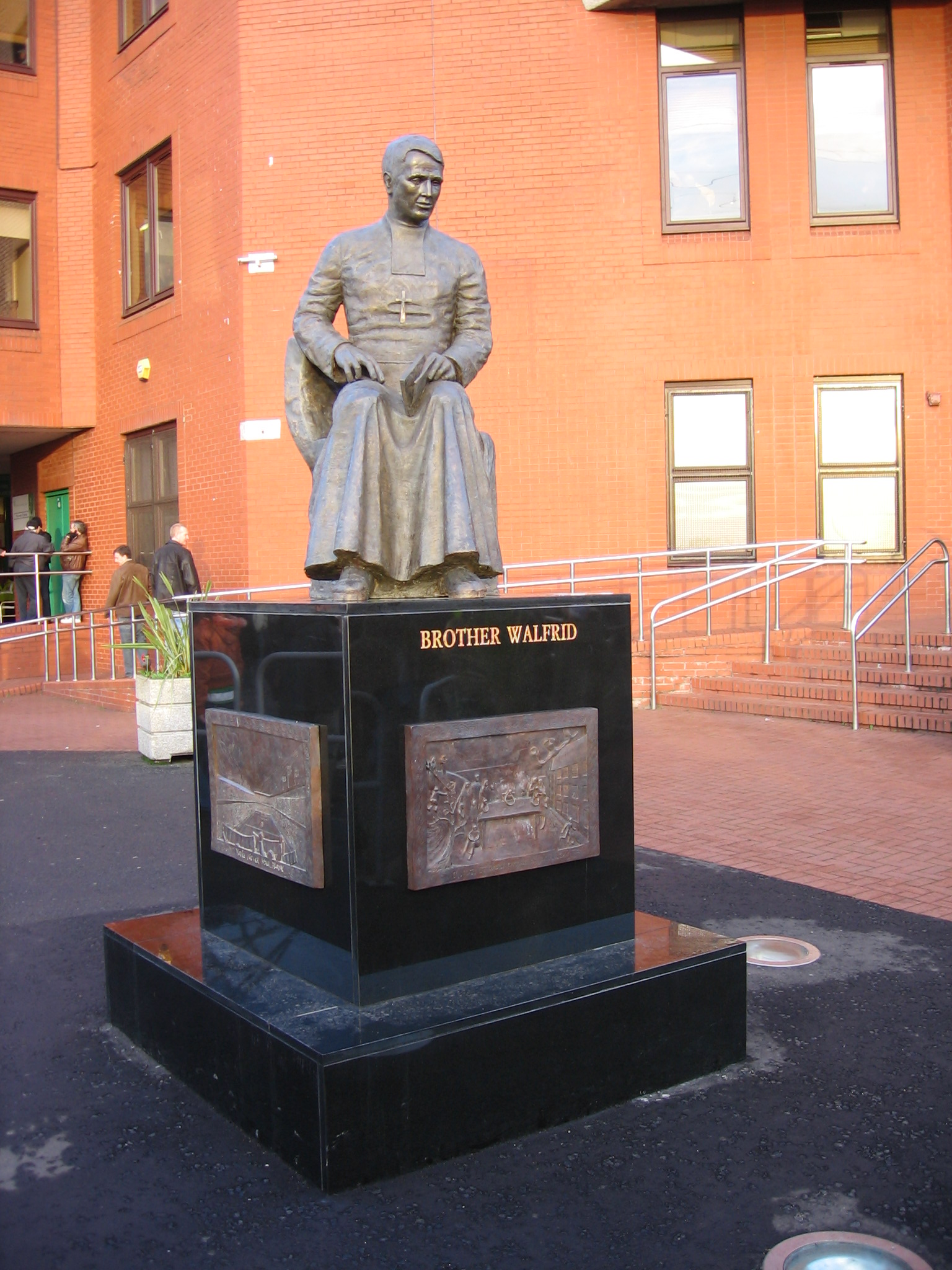
Sculpture de frère Walfrid devant Celtic Park

Une sculpture commémorative de frère Walfrid est érigée le 5 novembre 2005 devant Celtic Park, le stade de football du Celtic Football Club. La sculpture, haute de 2,3 mètres est l’œuvre de Kate Robinson. Elle est en bronze, dressée sur un socle de granit. Elle a coûté 30 000 ₤, somme apportée dans sa totalité par une souscription publique organisée par le Brother Walfrid Committee. Le président du Celtic, Brian Quinn, a lui-même fait une donation de 5 000 ₤.